# Lưu Vũ Tích
Lưu Vũ Tích (chữ Hán: 劉禹錫, 772-842) tự: Mộng Đắc (夢得); là viên quan và là nhà thơ Trung Quốc thời Trung Đường.

## Tiểu sử
Lưu Vũ Tích là người Lạc Dương (nay là thành phố Lạc Dương, tỉnh Hà Nam) . Nguyên quán tổ tiên ông ở Trung Sơn, nay là huyện Định, tỉnh Hà Bắc (Trung Quốc).
19 tuổi, Lưu Vũ Tích đến học ở kinh đô Trường An (nay là Tây An, thủ phủ tỉnh Thiểm Tây).
Năm 793, khi 21 tuổi, ông thi đỗ Tiến sĩ, sau lại đỗ thêm khoa Bác học hoành từ.
Dưới thời Đường Thuận Tông (ở ngôi: 805), ông cùng với Liễu Tông Nguyên giúp Vương Thúc Văn chấp chính, có đề ra một số biện pháp canh tân. Nhưng không lâu sau, Vương Thúc Văn bị giáng chức, ông cũng bị đưa đi làm Tư mã Lãng Châu (nay là Thường Đức, tỉnh Hồ Nam), bấy giờ ông 33 tuổi.
Chín năm sau (814), Lưu Vũ Tích được triệu về kinh đô. Rồi vì bài thơ làm ở Huyền Đô quán (Trường An) , xúc phạm giới cầm quyền, ông lại bị đưa đi làm Thứ sử ở Liên Châu (nay là huyện Liên, tỉnh Quảng Đông). Về sau, ông còn làm Thứ sử ở Quỳ Châu và Hòa Châu, có nghĩa là còn bị đày nhiều năm nữa.
Những năm cuối đời, Lưu Vũ Tích về ở Lạc Dương, làm chức quan nhàn tản là Thái tử tân khách (tức làm tân khách của Thái tử) . Đến đời Đường Vũ Tông (ở ngôi: 840-846), ông được phong làm Kiểm hiệu Lễ bộ Thượng thư.
Năm 842, Lưu Vũ Tích mất, thọ 70 tuổi.
Tác phẩm thi ca của ông có Lưu Tân Khách tập, gồm 40 quyển.

## Sự nghiệp văn chương
Có hoài bão lớn, lại phải sống phiêu bạt nhiều năm, Lưu Vũ Tích sinh ra căm phẫn xã hội bất công. Vì vậy, ông làm khá nhiều bài thơ bộc lộ nỗi phẫn uất trong lòng, hoặc lấy cớ vịnh sử để tỏ chí bất khuất, hoặc lấy cớ vịnh vật để chỉ trích nền chính trị thối nát đương thời. Các bài như "Hôn kính từ" (Bài từ kính tối), "Dưỡng chí từ" (Bài từ nuôi chim cắt), "Tụ văn dao" (Khúc ca dao tụ đàn muỗi), "Độc Trương Khúc Giang tập tác" (Cảm tác khi đọc tập thơ Trương Khúc Giang),...đều bao hàm những điều ấy.
Thơ hoài cổ của ông cũng rất được tán thưởng, vì chúng đều chan chứa tình cảm ai oán bi thương. Nổi bật có các bài "Ô Y hạng" (Ngõ Ô y), "Tây Tái sơn hoài cổ" (Nghĩ lại chuyện xưa ở núi Tây Tái), "Kim lăng hoài cổ" (Nghĩ lại chuyện xưa ở Kim Lăng), "Thục tiên chủ miếu" (Miếu Thục tiên chủ),...
Mặt khác, vì từng sống lâu ở vùng sông Sở núi Ba , khiến ông sinh lòng yêu mến ca dao địa phương. Tiếp nối truyền thống học tập dân ca của Khuất Nguyên, ông làm ra chín thiên "Trúc chi từ" (theo làn điệu dân ca "Trúc chi từ" ở vùng Quỳ Châu) và chín bài từ theo điệu "Lãng đào sa"...Đây là những tác phẩm mang phong cách mới do ông hấp thu, dung hòa những cái hay cái đẹp của dân ca mà thành.
Ngoài thơ và từ, ông còn viết ba thiên "Thiên luận" (Bàn về trời, viết tiếp theo "Thiên thuyết" [Nói về trời] của Liễu Tông Nguyên), trình bày sâu sắc thêm tư tưởng vô thần. Do vậy, ông được xem là "nhà tư tưởng duy vật thô phác đời Đường" .
Nhìn chung, thơ ca của Lưu Vũ Tích thường trong trẻo, hùng hồn, tiết tấu khá hài hòa. Đương thời, ông được sánh ngang với Bạch Cư Dị (người đời gọi chung là Lưu-Bạch), còn Bạch Cư Dị thì gọi ông là "thi hào" .

## Giới thiệu tác phẩm
Giới thiệu ba trong số tác phẩm tiêu biểu của Lưu Vũ Tích.
| Phiên âm Hán Việt: 1. Ô Y hạng Chu Tước kiều biên dã thảo hoa, Ô Y hạng khẩu tịch dương tà. Cựu thời Vương Tạ đường tiền yến, Phi nhập tầm thường bách tính gia. Tản Đà dịch thơ: Ngõ Ô Y Bên cầu Chu Tước cỏ hoa, Ô Y đầu ngõ, bóng tà tịch dương. Én xưa nhà Tạ, nhà Vương Lạc loài đến chốn tầm thường dân gia. Phiên âm Hán Việt: 2. Ẩm tửu khán mẫu đơn Kim nhật hoa tiền ẩm, Cam tâm tuý sổ bôi. Đãn sầu hoa hữu ngữ, Bất vị lão nhân khai. Trần Trọng Kim dịch thơ: Uống rượu xem hoa mẫu đơn Hôm nay uống rượu trước hoa, Uống chơi vài chén để mà gượng vui. Chỉ e hoa biết nói cười, Nở ra đâu có vì người già nua. | Phiên âm Hán Việt: 3. Thục tiên chủ miếu Thiên địa anh hùng khí, Thiên thu thượng lẫm nhiên. Thế phân tam túc đỉnh, Nghiệp phục ngũ châu tiền. Đắc tướng năng khai quốc, Sinh nhi bất tượng hiền. Thê lương Thục cố kỹ, Lai vũ Nguỵ cung tiền. Dịch nghĩa Miếu Thục tiên chủ Khí anh hùng của ngài (Lưu Bị) còn ở trong trời đất, Ngàn thu sau phải còn khiến người ta kính sợ. Khi ấy thế nước chia làm ba phần, giống như ba chân vạc, Ngài đã khôi phục được nghiệp đế, đem lại thời đại tiền Ngũ châu . Ngài đã tìm được vị Thừa tướng (Khổng Minh) có tài mở nước, Nhưng sinh phải đứa con (Lưu Thiện) không có tài đức giống mình. Những nàng kỹ nữ khi xưa của nước Thục nay phải héo hắt, đau thương, Đến múa trước cung nước Ngụy. |

## Sách tham khảo
- Sở nghiên cứu văn học thuộc Viện Khoa học xã hội Trung Quốc biên soạn, Lịch sử văn học Trung Quốc (Tập II), Bản dịch từ tiếng Trung Quốc do Nhà xuất bản Giáo dục Việt Nam ấn hành năm 1993.
- Nguyễn Hiến Lê, Đại cương văn học sử Trung Quốc. Nhà xuất bản Trẻ, 1997.
- Dịch Quân Tả, (GS. Huỳnh Đức Đức dịch từ tiếng Trung Quốc), Văn học sử Trung Quốc (Quyển I). Nhà xuất bản Trẻ, 1992.
- Trần Lê Bảo, mục từ "Lưu Vũ Tích" trong Từ điển văn học (bộ mới). Nhà xuất bản Thế giới, 2004.
- Tản Đà dịch, Thơ Đường. Nhà xuất bản Trẻ, 1989.